# آنکا گیورچسکو
آنکا گیورچسکو (انگلیسی: Anca Giurchescu; ۱۹ دسامبر ۱۹۳۰ – ۴ آوریل ۲۰۱۵) پژوهشگر مردم رومانی در زمینهٔ رقص‌های محلی و یک قوم‌رقص‌شناس بود و از بنیان‌گذاران این رشته محسوب می‌شود. او در بخارست متولد شد اما خانواده‌اش اصالتی ترانسیلوانیایی داشتند و دوران کودکی خود را در این منطقه سپری کرد. او در دوران دانشگاه در مؤسسه ملی آموزش جسمانی به تحصیل در رشتهٔ رقص پرداخت. در طول دوران تحصیل، در مسابقات تیراندازی نیز شرکت داشت و در مسابقات تیراندازی قهرمانی اروپا در سال ۱۹۵۵ توانست مدال نقره تیمی و مدال برنز انفرادی را کسب کند. او در حین تحصیل به‌عنوان پژوهشگر در مؤسسه فولکلور مشغول به کار شد و در سال ۱۹۶۲ به عضویت شورای بین‌المللی موسیقی سنتی درآمد. این شورا گروه کاری‌ای را تشکیل داد که جیورچسکو نیز عضو آن بود و این گروه پایه‌های علمی رشتهٔ قوم‌رقص‌شناسی را بنا نهاد.
در سال ۱۹۷۹، جیورچسکو پس از شرکت در یک سمینار در بلفاست، به همسرش در کپنهاگ پیوست و از رومانی گریخت. او پژوهش‌های خود را دربارهٔ زمینه‌های فرهنگی، تاریخی و اجتماعی رقص ادامه داد و در سراسر اروپا و ایالات متحده تدریس کرد. در سال ۱۹۸۹، با سرنگونی جمهوری سوسیالیستی رومانی، خانواده‌اش به مدت چهار سال به رومانی بازگشتند اما مجدداً به کپنهاگ نقل مکان کردند. او سفرهای پژوهشی بین‌المللی متعددی را برای مطالعهٔ آیین‌ها و سنت‌های رقص در میان اقلیت‌های قومی با ریشه‌های رومانیایی و کشورهای اطراف رهبری کرد. وی از سال ۱۹۹۸ تا ۲۰۰۶ رئیس گروه مطالعاتی قوم‌رقص‌شناسی در شورای بین‌المللی موسیقی سنتی و از سال ۱۹۹۰ تا ۲۰۱۴ رئیس و بنیان‌گذار زیرگروه مطالعاتی این شورا در زمینهٔ نظریه و روش‌های پژوهش میدانی بود.

## اوایل زندگی
رودیکا ماریا آنکا چورچا در ۱۹ دسامبر ۱۹۳۰ در بخارست، رومانی، از لیویا (با نام خانوادگی پیشین میرچا) و مارین چورچا زاده شد. خانواده‌اش اصالتاً اهل Cața در منطقهٔ روپه-سیگیشوآرا بودند. مادرش نوهٔ نیکولائه میرچا بود که در سال ۱۸۹۹ همراه با برادرانش ایگنات و ویکتور، رستوران Caru' cu Bere را تأسیس کرد. پدرش مهندس صنعت گاز متان بود و در نزدیکی کوپشا میکا مزرعه‌ای داشت و در مدیاش کار می‌کرد. او همچنین نقاش و نویسنده‌ای شناخته‌شده بود و مزرعه‌اش محل گردهمایی هنرمندان و نویسندگان، از جمله لوسیان بلاگا بود.
چورچا از کلاس دوم در سیبیو تحصیل کرد تا اینکه پدرش به بخارست منتقل شد تا در یک کارخانهٔ گاز کار کند. او در سال ۱۹۴۹ تحصیلات دانشگاهی خود را در مؤسسه ملی آموزش جسمانی آغاز کرد. در همان سال، دولت رومانی کسب‌وکار خانوادگی آن‌ها را ملی کرد و مالکیت Caru' cu Bere را بر عهده گرفت. مادرش می‌خواست که او پزشکی بخواند، اما چورچا به رقص علاقه داشت. در دوران تحصیل، او به تیم ملی تیراندازی رومانی پیوست و تنها زن تیم بود. وی چندین بار قهرمان مسابقات ملی تیراندازی با تفنگ هشت کیلویی شد. در سال ۱۹۵۵، او همراه با تیمش مدال نقرهٔ مسابقات تیراندازی قهرمانی اروپا را کسب کرد و مدال برنز انفرادی را نیز به دست آورد، اما به دلیل داشتن پیشینهٔ بورژوازی از تیم کنار گذاشته شد. همچنین به دلیل همین سابقه، از کلاس‌های دانشگاهی اخراج شد، اما به تحصیل شبانه ادامه داد تا در نهایت مجدداً پذیرش شد.

## فعالیت حرفه‌ای
در دوران تحصیل، چورچا در یک کارخانهٔ لوازم برقی به تنظیم تجهیزات مکانیکی مشغول بود. عمه‌اش پیشنهاد کرد که در بخش تحقیقاتی رقص مؤسسه فولکلور، که تازه تأسیس شده بود، مشغول به کار شود. او در سال ۱۹۵۳ در این مؤسسه استخدام شد و تا سال ۱۹۷۹ در آنجا کار کرد و به مقام پژوهشگر ارشد ارتقا یافت. وی در مناطق روستایی کار میدانی انجام داد و به مستندسازی آیین‌ها و رقص‌های محلی پرداخت و ساختار و توسعهٔ این رقص‌ها را تحلیل کرد. او همچنین پژوهش‌هایی دربارهٔ استفاده از سنت‌ها به‌عنوان ابزار تبلیغاتی دولت برای مشروعیت‌بخشی به قدرت و همچنین تأثیر آن‌ها بر هویت اقلیت‌هایی مانند مردم کولی انجام داد. او با لوسیان جیورچسکو، کارگردان تئاتر رومانیایی ازدواج کرد و در سال ۱۹۵۹ صاحب دختری به نام ایلئانا شدند.
در سال ۱۹۷۹، دختر جیورچسکو ویزای توریستی برای سفر به سوئد دریافت کرد. همزمان، همسرش با Teatrul de Comedie در دانمارک مشغول کار بود و جیورچسکو در بلفاست تدریس می‌کرد. در ماه نوامبر، او به کپنهاگ رفت و همسرش اعلام کرد که قصد گریز از رومانی را دارد. آن‌ها به‌عنوان پناهندهٔ سیاسی پذیرفته شدند و جیورچسکو برای یادگیری زبان دانمارکی ثبت‌نام کرد.